# Joker Game
Joker Game (japanisch ジョーカー・ゲーム Jōkā Gēmu) ist eine Romanreihe von Kōji Yanagi. Sie erschien von 2008 bis 2012 in vier Bänden in Japan und wurde als Manga, Kinofilm und Anime-Fernsehserie adaptiert. In der Geschichte geht es um eine japanische Spionage-Organisation in der Zeit des Zweiten Weltkriegs.

## Inhalt
Im Jahr 1937 gründet Japan eine geheime Spionage-Organisation, um mit den Geheimdiensten konkurrierender Staaten mitzuhalten. Unter der Leitung von Oberleutnant Yūki (結城) werden hier Spione in Naturwissenschaften, Technik, Sport und Sprachen ausgebildet, um dann gut vorbereitet auf ihre Einsätze auf der ganzen Welt geschickt zu werden. Die Organisation erhält den Namen D-Gikan. Unter den neun Absolventen sind nur Zivilisten mit einem distanzierten Verhältnis zum Militär. Ein Grundsatz der Arbeit der Spione ist, ganz im Gegensatz zu den Soldaten, dass Töten und getötet werden immer die schlechteste Lösung in jeder Zwangslage ist.
Die Handlung folgt den Spionen bei ihren Einsätzen, jedem für sich in je einer anderen Stadt der Welt. Währenddessen ist Yūki immer auch bemüht, sich mit seinen Informationen gegenüber dem Militär durchzusetzen, mit dem er zunehmend in Konflikt gerät. So kommt es zur Gründung eines zweiten militärischen Geheimdienstes, den Yūki mit Hilfe seiner Mitarbeiter als unfähig hinstellen kann. Auch muss sich die D-Gikan Gegenspionage in Japan erwehren.

## Veröffentlichungen

### Romane
Der Roman von Kōji Yanagi erschien in vier Teilen, der erste kam 2008 heraus, die folgenden 2009 und 2012. Kadokawa Shoten brachte die Bücher ab 2011 erneut heraus und am 25. März 2016 folgte schließlich der vierte und letzte Teil. 2009 wurde der erste Roman mit dem Preis der Nihon Suiri Sakka Kyōkai ausgezeichnet, einer Organisation der japanischen Autoren von Mystery-Romanen.

### Kinofilm
Unter der Regie von Yū Irie und nach einem Drehbuch von Yūsuke Watanabe entstand ein Realfilm zu den Romanen, der am 31. Januar 2015 in japan heraus kam.

### Manga
Im Magazin Monthly Gangan Joker von Mag Garden erscheint seit Februar 2016 eine Manga-Adaption der Romane. Sie wurde gezeichnet von Subaru Nitō.

### Anime-Fernsehserie
Bei Production I.G entstand 2016 eine Umsetzung der Romane als Anime-Serie für das Fernsehen. Regie führte Kazuya Nomura, Hauptautor war Taku Kishimoto. Für das Charakterdesign war Toshiyuki Yahagi verantwortlich und künstlerischer Leiter war Yoshio Tanioka. Die Serie wurde vom 5. April bis 21. Juni 2016 von AT-X, MBS, Nippon BS Broadcasting Corporation, Tokyo MX und TV Aichi in Japan gezeigt. Die Internet-Plattform Crunchyroll veröffentlichte die Folgen parallel international, unter anderem mit deutschen, englischen und spanischen Untertiteln.

#### Synchronisation
| Rolle             | japanischer Sprecher (Seiyū) |
| ----------------- | ---------------------------- |
| Oberleutnant Yūki | Kenyū Horiuchi               |
| Leutnant Sakuma   | Tomokazu Seki                |
| Miyoshi           | Hiro Shimono                 |
| Kaminaga          | Ryohei Kimura                |
| Odagiri           | Yoshimasa Hosoya             |
| Amari             | Toshiyuki Morikawa           |
| Hatano            | Yūki Kaji                    |
| Jitsui            | Jun Fukuyama                 |
| Tazaki            | Takahiro Sakurai             |
| Fukumoto          | Kazuya Nakai                 |
| Jirō Gamō         | Kenjiro Tsuda                |

#### Musik
Die Musik der Serie stammt von Kenji Kawai. Der Vorspann ist unterlegt mit dem Lied Reason Triangle von Quadrangle und für den Abspann verwendete man Double von Magic of Life.